# Vibrationsbedingtes vasospastisches Syndrom
Das vibrationsbedingte vasospastische Syndrom (VVS) ist eine sekundäre Form des Raynaud-Syndroms. Weitere Bezeichnungen sind traumatisches Raynaud-Phänomen, Traumatic Vasospastic Disease (TDV) bzw. Vibration Induced White Finger (VWM) sowie Vibrations-Syndrom. Die Erkrankung wird unter der Bezeichnung BK 2104 als Berufskrankheit anerkannt.

## Pathogenese
Das langjährige Arbeiten mit vibrierenden Arbeitsgeräten (siehe: Humanschwingung) kann bei Kältekontakt zu zeitweiliger Unterbrechung der Durchblutung und damit verbundener Weißfärbung der Finger führen. Am häufigsten betroffen sind Motorsägenführer, Gussputzer und Steinmetze. Vor der Einführung von Vibrationsdämpfern und Griffheizungen bei Motorsägen war dies eine häufige Krankheit von Forstwirten. Ursächlich sind insbesondere Vibrationen mit Frequenzen im Bereich von etwa 20 bis 1000 Hz.

## Diagnose
Die Diagnose der Erkrankung im beschwerdefreien Intervall ist schwierig. Wichtig ist die Krankengeschichte (Anamnese), insbesondere zu den Arbeitsumständen. Ein Provokationstest (Kaltwassertest bei 12 °C) kann die Beschwerden hervorrufen. Eine Objektivierung erfolgt durch die Messung der Hauttemperatur, Bestimmung der Wiedererwärmungszeit, Pressversuch der Fingernägel und neurologische Untersuchungen mit Prüfung der Sensibilität, des Vibrationsempfindens und der Motorik.